# Romance Desapegado
Romance Desapegado é um single da banda brasileira de forró eletrônico Conde do Forró, lançado em 19 de agosto de 2020.

## Informações gerais
"Romance Desapegado" foi a primeira música composta em conjunto por quatro jovens de Fortaleza: Ruan Lima, Mari Castro, Ellen Nery e Rafa Medeiros. A canção fala sobre um casal de "ficantes" que se envolvem como namorados, mas sem todo apego que uma relação dessa leva.
O refrão cantado pela vocalista Japinha virou citação sensação nas redes socais. A música foi regravada por Márcia Fellipe e Ellen Nery. Além disso, há versões na voz de Wesley Safadão circulando pelo Youtube.
A cantora tem grande mérito pela viralização. Antes de gravar em um cenário bonito e por a música para rodar, ela publicou um vídeo sentada em um banco de praça, com um corote na mão e um recado para o ex-namorado:
“Fala, rapaziada, tô aqui com meu Corote. Passou um gari agora há pouco e eu lembrei do meu ex que dizia que eu era um lixo. Incrível que o gari não me reciclou, sinal que eu sou gente fina pra…”
O videoclipe, lançado no canal oficial da banda no YouTube, em 19 de agosto de 2020, alcançou a marca de mais de 40 milhões de visualizações em menos de um mês, contribuindo para aumentar a visibilidade da banda.
A música também está entre as 50 virais do mundo e no top 10 do Brasil no Spotify. No Youtube, o desapego do Conde do Forró chegou à primeira posição no ranking musical.
Como explicar tamanho sucesso? As versões de Márcia Fellipe com Ellen Nery, Wesley Safadão, Raí Saia Rodada e Lauana Prado deram um gás, porém, o fenômeno pode ser atribuído à viralização nas redes sociais. Trechos da música e de seus versos, tipo "sofrência", embalam publicações de jovens por todo o Brasil, novamente ajudando o forró a "furar" a bolha e chegar a outras regiões fora do Norte e Nordeste.

## Controvérsias
O sucesso do Conde do Forró chamou a atenção de outros artistas. Xand Avião, Priscila Senna e Wesley Safadão incluíram a música em seus CDs promocionais de setembro. E a sertaneja Lauana Prado gravou um cover para as redes sociais. Mas uma gravação deixou a banda incomodada: o lançamento da música por Ellen Nery, uma das compositoras, e Márcia Fellipe, um mês depois do Conde do Forró.
"A gente ficou chateado com a forma que foi feito. Digamos, uma das compositoras aproveitou o momento para lançar carreira solo. E ela disse 'eu sempre tive o sonho de gravar essa música'. Mas por que não gravou antes do sucesso dela?", disse ao G1 o dono do Conde do Forró, Gene Silvestre.
A música só chegou até o Conde do Forró depois de muita insistência do compositor Rafa Medeiros, que ofereceu ao Gene. Depois do sucesso, ele conta que recebeu vários pedidos de gravação. "Um sertanejo grande até pediu exclusividade, não posso revelar o nome, mas a gente preferiu deixar livre", explica.